# Lista botaniștilor după abrevierea de autor (G)
Aceasta este o listă incompletă de botaniști după abrevierile lor de autor, care sunt destinate citării denumirilor științifice sau a lucrărilor pe care le-au publicat. Această listă este întocmită după Authors of Plant Names⁠(en)[traduceți] de Brummitt & Powell (1992). Utilizarea acelei liste este recomandată prin Nota 1 Rec. 46A din International Code of Nomenclature for algae, fungi, and plants. Lista este actualizată online la The International Plant Names Index și Index Fungorum.
De notat că în unele cazuri abrevierea de autor constă dintr-un nume de familie complet, iar în alte cazuri numele este abreviat sau/și însoțit de una sau mai multe inițiale. Nu se pun spații între inițiale și nume (sau abrevierea sa).

#### Ordinea intrărilor
Lista de aici este menținută strict în ordinea alfabetică a abrevierilor; astfel "A.B.Jacks." apare la litera "A" și nu la "J", și este situat astfel ca și cum caracterele ar fi fost "ABJACKS". Capitalizarea este ignorată, la fel ca și toate caracterele non-alfabetice ca puncte și spații. Semenele diacritice de asemenea sunt ignorate, astfel încât, de exemplu, "ü" este tratat ca și cum ar fi "u".

#### Navigare
Din cauza lungimii sale, lista este despărțită în mai multe pagini separate. Toate secțiunile alfabetice pot fi accesate din cuprins.

## A–F
| Liste: | A | B | C | D | E F | G | H | I J | K L | M | N O | P | Q R | S | T U V | W X Y Z |

Pentru a găsi intrări ce încep cu A–F, folosiți cuprinsul de mai sus.

## G
| Liste: Sus | A | B | C | D | E F | G | H | I J | K L | M | N O | P | Q R | S | T U V | W X Y Z |

- G.A.Black – George Alexander Black (1916–1957)
- Gaertn. – Joseph Gaertner (1732–1791)
- Gagnep. – François Gagnepain (1866–1952)
- G.A.Klebs – Georg Albrecht Klebs (1857–1918)
- Gaill – Charles Gaillardot (1814–1883)
- Gaillard – Albert Gaillard (1858–1903)
- Gaimard – Joseph Paul Gaimard (1790–1858)
- Gale – Shirley Gale Cross (1915–2008)
- Galeano – Gloria A. Galeano (n. 1958)
- Galeotti – Henri Guillaume Galeotti (1814–1858)
- Gallesio – Georgio Gallesio (1772–1839)
- Galpin – Ernest Edward Galpin (1858–1941)
- Galushko – Anatol I. Galushko (n. 1926)
- Gamble – James Sykes Gamble (1847–1925)
- Gand. – Michel Gandoger (1850–1926)
- Gandhi – Kancheepuram Natarajan Gandhi (n. 1948)
- G.A.Noble – Glenn Arthur Noble (1909–2001)
- Garay – Leslie Andrew Garay (n. 1924)
- Garbari – Fabio Garbari (n. 1937)
- García-Barr. – Hernando García-Barriga (1913–2005)
- Garcke – Christian August Friedrich Garcke (1819–1904)
- Garden – Alexander Garden (1730–1792)
- Gardner – George Gardner (1812–1849)
- Garsault – François Alexandre Pierre de Garsault (1691–1778)
- Gasp. – Guglielmo Gasparrini (1803–1866)
- Gatt. – Augustin Gattinger (1825–1903)
- Gatty – Margaret Scott Gatty (1809–1873)
- Gaudich. – Charles Gaudichaud-Beaupré (1789–1854)
- Gäum. – Ernst Gäumann (1893–1963)
- Gaussen – Henri Marcel Gaussen (1891–1981)
- Gaut. – Marie Clément Gaston Gautier (1841–1911)
- G.A.Wallace – G. Ansley Wallace (fl. 1979)
- G.Bertol. – Giuseppe Bertoloni (1804–1879)
- G.Bosc – Georges Bosc (1918–2000)
- G.B.Popov – George Basil Popov (fl. 1957)
- G.Clifford – George Clifford III (1685–1760)
- G.C.S.Clarke – Giles C. S. Clarke (n. 1944)
- G.C.Tucker – Gordon C. Tucker (n. 1957)
- G.Cunn. – Gordon Herriott (Heriot) Cunningham (1892–1962)
- G.C.Wall – George Charles Wallich (1815–1899)
- G.C.Whipple – George Chandler Whipple (1866–1924)
- G.Dahlgren – Gertrud Dahlgren (n. 1931)
- G.Don – George Don (1798–1856)
- G.D.Rowley – Gordon Douglas Rowley (n. 1921)
- G.D.Wallace – Gary D. Wallace (n. 1946)
- G.E.Baker – Gladys Elizabeth Baker (1908–2007)
- Geh. – Adalbert Geheeb (1842–1909)
- G.E.Haglund – Gustaf Emmanuel Haglund (1900–1955)
- Geissler – Ursula Geissler (1947–2000)
- G.E.Lee – Gaik Ee Lee (n. 1981)
- Gelting – Paul Emil Elliot Gelting (1905–1964)
- Genev. – Léon Gaston Genevier (1830–1880)
- Gensel – Patricia G. Gensel (n. 1944)
- Gentil – Ambroise Gentil (1842–1929)
- Gentry – Howard Scott Gentry (1903–1993)
- Georgi – Johann Gottlieb Georgi (1729–1802)
- Gereau – Roy Emile Gereau (n. 1947)
- Gerrienne – Phillipe Gerrienne (fl. 2010)
- Gerstb. – Pedro Gerstberger (n. 1951)
- Gesner – Conrad Gessner (1516–1565)
- Getachew – Getachew Aweke (n. 1937)
- Geyer – Karl Andreas Geyer (1809–1853)
- Geyl. – Hermann Theodor Geyler (1834–1889)
- G.F.Atk. – George Francis Atkinson (1854–1918)
- G.Fisch. – Georg Fischer (1844–1941)
- G.Fisch.Waldh. – Gotthelf Fischer von Waldheim (1771–1853)
- G.Forst. – Georg Forster (1754–1794)
- G.Gaertn. – Gottfried Gaertner (1754–1825) (uneori scris Philipp Gottfried Gaertner)
- G.G.Niles – Grace Greylock Niles (fl. 1904)
- G.Haller – Gottlieb Emmanuel von Haller (1735–1786) (fiul lui Albrecht von Haller)
- G.Hend. – George Henderson (1836–1929)
- G.Hensl. – George Henslow (1835–1925)
- Ghini – Luca Ghini (1490–1556)
- G.H.Martin – George Hamilton Martin (1887–?)
- G.H.M.Lawr. – George Hill Mathewson Lawrence (1910–1978)
- G.H.S.Wood – Geoffrey H.S. Wood (n. 1927)
- G.H.Tate – George Henry Hamilton Tate (1894–1953)
- G.H.Wagner – Georg Heinrich Wagner (1859–1903)
- G.H.Zhu – Guang Hua Zhu (1964–2005)
- Gibbs – Lilian Gibbs (1870–1925)
- Giesecke – Karl Ludwig (Sir Charles Lewis) Giesecke (1761–1833) (aka Johann Georg Metzler)
- Giess – Johan Wilhelm Heinrich Giess (1910–2000)
- Gilb. – Robert Lee Gilbertson (1925–2011)
- Gilg – Ernest Friedrich Gilg (1867–1933)
- Gilg-Ben. – Charlotte Gilg-Benedict (1872–1936)
- Gilib. – Jean-Emmanuel Gilibert (1741–1814)
- Gillek. – Léopold Guillaume Gillekens (1833–1905)
- Gillet - Claude Casimir Gillet (1806-1896)
- Gilli – Alexander Gilli (1904–2007)
- Gillies – John Gillies (1792–1834)
- Gillis – William Thomas Gillis (1933–1979)
- Gilly – Charles Louis Gilly (1911–1970)
- Gilmour – John Scott Lennox Gilmour (1906–1986)
- Ging. – Frédéric Charles Jean Gingins de la Sarraz (1790–1863)
- Gir.-Chantr. – Justin Girod-Chantrans (1750–1841)
- Giseke – Paul Dietrich Giseke (1741–1796)
- Givnish – Thomas J. Givnish (n. 1951)
- Gjaerev. – Olav Gjærevoll (1916–1994)
- G.J.Lewis – Gwendoline Joyce Lewis (1909–1967)
- G.Kirchn. – Georg Kirchner (1837–1885)
- G.Koch – Georg Friedrich Koch (1809–1874)
- G.Kunkel – Günther W.H. Kunkel (1928–2007)
- Glatf. – Noah Miller Glatfelter (1837–1911)
- G.Lawson – George Lawson (1827–1895)
- Glaz. – Auguste François Marie Glaziou (1828–1906)
- G.L.Church – George Lyle Church (n. 1903)
- Gleason – Henry Allan Gleason (1882–1975)
- Gledhill – David Gledhill (n. 1929)
- Glehn – Peter von Glehn (1835–1876)
- G.L.Nesom – Guy L. Nesom (n. 1945)
- G.Lodd. – George Loddiges (1784–1846)
- G.López – Ginés Alejandro López González (n. 1950)
- Glover – James Glover (1844–1925)
- Gloxin – Benjamin Peter Gloxin (1765–1794)
- G.L.Rob. – George Leslie Robinson (n. 1959)
- G.L.Webster – Grady Linder Webster (n. 1927)
- G.Martens – Georg Matthias von Martens (1788–1872)
- G.Martin – George Martin (1827–1886)
- G.M.Barroso – Graziela Maciel Barroso (1912–2003)
- G.Mey. – Georg Friedrich Wilhelm Meyer (1782–1856)
- G.M.Levin – Gregory Moiseyevich Levin (fl. 1980)
- G.Moore – George Thomas Moore (1871–1956)
- G.M.Plunkett – Gregory M. Plunkett (n. 1965)
- G.Murray – George Robert Milne Murray (1858–1911)
- G.M.Waterh. – Grace Marion Waterhouse (1906–1996)[5]
- G.Nicholson – George Nicholson (1847–1908)
- G.N.Collins – Guy N. Collins, (1872–1938)
- G.N.Jones – George Neville Jones (1903–1970)
- G.Norman – George Norman (1824–1882)
- Goadby – Bede Theodoric Goadby (1863–1944)
- Gobi – Christoph Jakosolewitsch Gobi (1847–1925)
- God.-Leb. – Alexandre Godefroy-Lebeuf (1852–1903)
- Godm. – Frederick DuCane Godman (1834–1919)
- Godr. – Dominique Alexandre Godron (1807–1880)
- Goebel – Karl Christian Traugott Friedemann Goebel (1794–1851)
- Goeldi – Émil August Goeldi (variations: Göldi, Emílio Augusto Goeldi) (1859–1917)
- Goering – Philip Friedrich Wilhelm Goering (1809–1876)
- Goeschke – Franz Goeschke (1844–1912)
- Goldberg – Aaron Goldberg (1917–2014)
- Goldblatt – Peter Goldblatt (n. 1943)
- Goldfuss – Georg August Goldfuss (1782–1848)
- Goldie – John Goldie (1793–1886)
- Goldman – Edward Alphonso Goldman (născut Goltman) (1873–1946)
- Goldring – William Goldring (1854–1919)
- Gomb. – René Gombault (n. 1871)
- Gomes – Bernardino António Gomes (1769–1823)
- Gómez-Campo – César Gómez-Campo (1933–2009)
- Gomont – Maurice Augustin Gomont (1839–1909)
- Gonez – Paul Gonez (fl. 2010)
- Gooden. – Samuel Goodenough (1743–1827)
- Goodsp. – Thomas Harper Goodspeed (1887–1966)
- Goodyer – John Goodyer (1592–1664)
- Gopalan – Rangasamy Gopalan (n. 1947)
- Göpp. – Johann Heinrich Robert Göppert (1800–1884)
- Gordon – George Gordon (1801–1893)
- Gorozh. – Ivan Nikolaevich Gorozhankin (1848–1904)
- Gossw. – John Gossweiler (1873–1952)
- Gottlieb – Leslie David Gottlieb (1936–2012)
- Gottsche – Carl Moritz Gottsche (1808–1892)
- Goudot – Justin Goudot (floruit 1822–1845)
- Gould – Frank Walton Gould (1913–1981)
- Gourret – Paul Gabriel Marie Gourret (1859–1903)
- Govaerts – Rafaël Herman Anna Govaerts (n. 1968)
- G.P.Baker – George Percival Baker (1856–1951)
- G.Pearson – Gilbert Pearson
- G.Perkins – George Henry Perkins (1844–1933)
- G.Petersen – Gitte Petersen (n. 1963)
- G.P.Lewis – Gwilym Peter Lewis (n. 1952)
- Gradst. – Stephan Robbert Gradstein (n. 1943)
- Graebn. – Karl Otto Robert Peter Paul Graebner (1871–1933)
- Graells – Mariano de la Paz Graëlls y de la Aguera (1809–1898)
- Graf – Siegmund Graf (1801–1838)
- Graham – Robert Graham (1786–1845)
- Grande – Loreto Grande (1878–1965)
- Gratel. – Jean Pierre A. Sylvestre de Grateloup (1782–1862)
- Grauer – Sebastian Grauer (1758–1820)
- Gravely – Frederic Henry Gravely (1885–1965)
- Gray – Samuel Frederick Gray (1766–1828)
- Gredilla – Apolinar Federico Gredilla y Gauna (1859–1919)
- Greene – Edward Lee Greene (1843–1915)
- Greenm. – Jesse More Greenman (1867–1951)
- Greenway – Percy James Greenway (1897–1980)
- Greg. – Eliza Standerwick Gregory (1840–1932)
- Gren. – Jean Charles Marie Grenier (1808–1875)
- G.Retz. – Magnus Gustaf (Gustav) Retzius (1842–1919)
- Greuter – Werner Rodolfo Greuter (n. 1938)
- Grev. – Robert Kaye Greville (1794–1866)
- Grey-Wilson – Christopher Grey-Wilson (n. 1944)
- G.R.Hend. – Gemma Robyn Henderson (n. 1976)
- Griff. – William Griffith (1810–1845)
- Griffioen – K. Griffioen
- Griffiths – David Griffiths (1867–1935)
- Griggs – Robert Fiske Griggs (1881–1962)
- Grimm – Johann Friedrich Carl Grimm (1737–1821)
- Grindon – Leopold Hartley Grindon (1818–1904)
- Gris – Jean Antoine Arthur Gris (1829–1872)
- Griscom – Ludlow Griscom (1890–1959)
- Griseb. – August Heinrich Rudolf Grisebach (1814–1879)
- Groeninckx – Inge Groeninckx (fl. 2010)
- Groenland – Johannes Groenland (1824–1891)
- Grognier – Louis Furcy Grognier (1776–1837)
- Grognot – Camille Grognot (1792–1869)
- Grolle – Riclef Grolle (1934–2004)
- Gronov. – Johan Frederik (Johannes Fredericus, Jan Fredrik) Gronovius (1686–1762)
- Groot. – Herman Johannes Grootendorst (n. 1911)
- Grossh. – Alexander Alfonsovich Grossheim (1888–1948)
- G.Roth – Georg Roth (1842–1915)
- Grove – William Bywater Grove (1848–1938)
- Gr.Rossi – Graziano Rossi (n. 1960)
- Grubov – Valery Ivanovitsch Grubov (1917–2009)
- Grudz. – Irina Aleksandrovna Grudzinskaya (n. 1920)
- Gruith. – Franz von Paula (Franciscus de Paula) Gruithuisen (1774–1852)
- Grumm-Grzhim. – Grigory Grumm-Grzhimaylo (1860–1936)
- Grüning – G.R. Grüning (1862–1926)
- Grushv. – Igor Vladimirovich Grushvitzky (1916–1991)
- G.Scheffler – Georg Scheffler (d. 1910)
- G.Schellenb. – Gustav August Ludwig David Schellenberg (1882–1963)
- G.Schneid. – George Schneider (1848–1917)
- G.Schneid.bis – Georg Schneider (n. 1888)
- G.Shaw – George Shaw (1751–1813)
- G.Sinclair – George Sinclair (1786–1834)
- G.Singh – Gurcharan Singh (n. 1945)
- G.S.Mill. – Gerrit Smith Miller (1869–1956)
- G.S.Rawat – Gopal Singh Rawat (fl. 2010)
- G.Stev. – Greta Stevenson (1911–1990)
- G.S.West – George Stephen West (1876–1919)
- G.Taylor – Sir George Taylor (1904–1993)
- G.Tobler – Gertrud Tobler (1877–1948)
- G.Trevir. – Gottfried Reinhold Treviranus (1776–1837) (fratele mai mare al lui Ludolph Christian Treviranus)
- Gueldenst. – Johann Anton Güldenstädt (1745–1781)
- Guett. – Jean Étienne Guettard (1715–1786)
- Guilding – Lansdown Guilding (1797–1831)
- Guill. – Jean Baptiste Antoine Guillemin (1796–1842)
- Guillaumin – André Guillaumin (1885–1974)
- Guimpel – Friedrich Guimpel (1774–1839)
- Guinea – Emilio Guinea López (1907–1985)
- Gumbl. – William Edward Gumbleton (1840–1911)
- Gunckel – Hugo Gunckel Lűer (1901–1997)
- Gunn – Ronald Campbell Gunn (1808–1881)
- Gunnerus – Johann Ernst Gunnerus (1718–1773)
- Gün.Schneid. – Günther Schneider (n. 1904)
- Güner – Adil Güner (n. 1950)
- Gürke – Robert Louis August Maximilian Gürke (1854–1911)
- Guss. – Giovanni Gussone (1787–1866)
- Gus.Schneid. – Gustav Schneider (1834–1900)
- Gust.Fisch. – Gustav Fischer (1889–?)
- Guthrie – Francis Guthrie (1831–1899)
- Gutw. – Roman Gutwinski (1860–1932)
- G.Vidal – Gustav Prosper Vidal (1835–1905)
- G.W.Andrews – George W. Andrews (n. 1929)
- G.Watt – George Watt (1851–1930)
- G.W.Fisch. – George William Fischer (1906–1995)[6]
- G.White – Gilbert White (1720–1793)
- G.Winter – Heinrich Georg Winter (1848–1887)
- G.W.Martin – George Willard Martin (1886–1971)
- G.W.Rothwell – Gar W. Rothwell (n. 1944)
- G.W.Schimp. – Georg Wilhelm Schimper (1804–1878)
- G.Zenker – Georg August Zenker (1855–1922)
- G.Zimm. – Gisbert Zimmermann (fl. 1978)

## H–Z
| Liste: Sus | A | B | C | D | E F | G | H | I J | K L | M | N O | P | Q R | S | T U V | W X Y Z |

Pentru a găsi intrări ce încep cu H–Z, folosiți cuprinsul de mai sus.